# ماونت بولر، ویکتوریا
ماونت بولر (به انگلیسی: Mount Buller) یک شهرک در استرالیا است که در ویکتوریا (استرالیا) واقع شده‌است.